# 寇金发
寇金发（1963年10月—），男，回族，新疆呼图壁人，中国伊斯兰教人物，现任中国伊斯兰教协会副会长，昌吉回族自治州政协副主席。